# یازولا
یازولا (به لاتین: Yazula) یک منطقهٔ مسکونی در روسیه است که در جمهوری آلتای واقع شده‌است.